# Spindalis dominicensis
Spindalis dominicensis е вид птица от семейство Cardinalidae.

## Разпространение
Видът е разпространен в Доминиканската република и Хаити.